# Marco Tronchetti Provera (azienda)
Marco Tronchetti Provera & C. S.p.A. (già Sapa) è la società-cassaforte della famiglia Tronchetti Provera, vale a dire una società per azioni che ne contiene il patrimonio. Della società, acquisita nel 1999 nella forma di società in accomandita per azioni (con capitale a tale data di 31,6 miliardi di lire) e poi trasformata in società per azioni nel gennaio 2013, è socio Marco Tronchetti Provera, che ricopre la carica di Presidente, nonché i figli Giada, Ilaria e Giovanni.
Al 2014, nel patrimonio della società è incluso il pacchetto di maggioranza del capitale di Nuove Partecipazioni S.p.A. (detenuto anche per il tramite di GPI, Gruppo Partecipazioni Industriali S.p.A.), azionista rilevante di Camfin S.p.A. che possiede il 35% della Marco Polo Industrial Holding S.p.A, azionista unico della Pirelli & C. S.p.A., cui fa la capo Pirelli Tyre S.p.A..
Oltre che da Nuove Partecipazioni S.p.A., Camfin è partecipata da Intesa Sanpaolo S.p.A., UniCredit S.p.A. e Long-Term Investments Luxembourg S.A. I predetti soggetti hanno sottoscritto nel maggio 2014 accordi parasociali contenenti previsioni relative alla governance di Camfin e di Pirelli & C..
In sostanza, la Marco Tronchetti Provera & C. è a monte di una catena partecipativa che aveva alla propria base la Pirelli, di cui è vicepresidente esecutivo e Amministratore delegato lo stesso Marco Tronchetti Provera (già presidente in passato di Telecom Italia). 
Il 25 ottobre 2007, il pacchetto di controllo (17,99%) di Telecom Italia, detenuto attraverso Olimpia S.p.A. (holding partecipata da Pirelli all'80% e dalla famiglia Benetton al 20%) fu ceduto al veicolo Telco, partecipato dalla spagnola Telefonica e da primari investitori italiani (Mediobanca, Generali, Intesa Sanpaolo e la stessa famiglia Benetton).